# Минарет Калян
Минаре́т Арсланхана, также известен как Бухарский минарет. Более известен как Минарет Каля́н (араб-перс. "Минораи Калон" (араб-перс. مناره کلان — Minara-e Kalan) — букв. «Большой минарет») — минарет пятничной мечети в историческом центре Бухары (Узбекистан), построенный в 1127 году караханидом Арслан-ханом (1102—1130), известным своей градостроительной деятельностью.
Минарет Калян является символом Бухары; самым высоким и одним из старейших архитектурных памятников города; одним из самых выдающихся сооружений подобного рода на мусульманском Востоке.
Минарет раннего Средневековья, составляющий единый архитектурный ансамбль с мечетью Калян, медресе Мири Араб и эмира Алим-хана, вместе с другими памятниками исторического центра Бухары включён в список объектов всемирного наследия ЮНЕСКО.

## История
Минарет Калян был воздвигнут при соборной мечети на личные средства караханида Арслан-хана.
Первоначально он имел деревянный венчающий фонарь. Вскоре же после завершения постройки минарет по неизвестной причине упал. Его отстроили вновь в 1127 году, на этот раз целиком из жжёного кирпича. Минарет сохранился почти без изменений. В свое время минарет выполнял несколько функции: башни при мечети, откуда распевался азан (призыв мусульман на намаз); дозорной вышки; маяка, видимого далеко за пределами города.
В 1920 году во время штурма Бухары Красной Армией минарет пострадал от прицельного огня артиллерии, — снаряд снёс почти половину фонаря, который вскоре был восстановлен, кроме двух верхних ярусов венчающего карниза. С тех пор карниз состоит из трёх ярусов сталактитов и высота его соответственно изменилась, что, оказалось на общем облике минарета.
В 1924 году были отреставрированы небольшая часть стены и мукарнасы минарета. В 1960 году уста Очил Бобомуродов отремонтировал и укрепил подземную часть (фундамент и основание) минарета. В 1997 году, к 2500-летию Бухары, минарет был капитально реконструирован и отреставрирован лучшими мастерами. В последующие годы в минарете также проводились небольшие реставрационные работы.

## Описание
Минарет Калян представляет собой мощный, конически утоняющийся кверху кирпичный столб, завершённый цилиндрическим фонарём-ротондой на сталактитовом венце. Фонарь имеет шестнадцать сквозных арочных проёмов, над которыми также выведен венчающий сталактитовый карниз — шарафа. Минарет расположен у юго-восточного угла пятничной мечети и соединён с её кровлей арочным входным мостиком.
Высота ствола минарета составляет 46,5 метра. Длина окружности ствола в основании равна 30,43 метрам, соответствующий этому диаметру — 9,7 метров. Основание ствола большего диаметра в Средней Азии есть только у минарета Кутлуг-Тимура в Куня Ургенче. Ствол бухарского минарета заметно сужается кверху, и под фонарём, на уровне около 32 метров от основания, его диаметр равен 6 метрам.
Круглый ствол минарета опирается на 10-гранный цоколь, высотой более 185 сантиметров, сложенный, как и весь минарет, из высокопрочного жжёного кирпича (27х27х5 сантиметров) на ганчевом растворе; кирпич и раствор со временем слились в монолитную массу, обеспечив постройке редкую для этих мест сохранность.
Подземная часть минарета — кирпичный фундамент неизвестной глубины: шурф, вырытый на глубину 13 метров, не достиг его основания. Нижние части фундамента сложены на глиняном (лёссовом) растворе, — по мере повышения к нему добавлялись ганч и растительная зола, а доля глины соответственно уменьшалась, так что в цоколе минарета лёссового раствора уже совсем нет. Безукоризненно правильная кладка фундамента прослоена тремя поясами из плит жёлтого известняка.
Декоративное убранство минарета состоит из кирпичиков и плиток очень хорошего обжига, без поливы. Стены минарета украшены различными — не только геометрическими — узорами. Кроме того, на стенах начертаны исторические и религиозные куфические тексты.

## Галерея
- Часть ансамбля Пои-Калян: минарет и мечеть Калян
- Вид на ансамбль Пои-Калян: минарет и мечеть Калян, медресе Мири-Араб
- Вид на часть старой Бухары
- Наружные стены минарета
- Минарет Калян в 1913 году. Фотография Вильгельма Гартевельда
- Минарет Калян в 1909 году. Фотография Сергея Прокудина-Горского